# 奧氏露斯塔脂鯉
奧氏露斯塔脂鯉，為輻鰭魚綱脂鯉目脂鯉亞目狼牙脂鯉科的其中一個種，分布於南美洲亞馬遜河、奧里諾科河、埃塞奎博河、黑河流域，體長可達18.7公分，棲息在河川中底層水域，生活習性不明。